# Wellinghofen
Wellinghofen ist der Statistische Bezirk 56 und zugleich ein südlicher Stadtteil der kreisfreien Großstadt Dortmund. Am 31. Dezember 2024 lebten 7.160 Einwohner in dem zum Stadtbezirk Hörde gehörenden Stadtteil.

## Geographie
Wellinghofen liegt etwa 6 Kilometer südlich der Dortmunder Innenstadt und unmittelbar östlich der B 54. Der Stadtteil liegt deutlich höher als die Dortmunder Innenstadt, so dass sich von vielen Punkten ein weiter Blick über die Dortmunder Gesamtstadt eröffnet.
Wellinghofen teilt sich in zwei größere Siedlungsbereiche.
Der nördliche Teil umfasst den alten Ortskern, die Alte Kirche Wellinghofen und diversen Einkaufsmöglichkeiten. Der Ortskern ist von gemischter Wohnbebauung umgeben.
Der südliche, an der Durchstraße gelegene Teil ist überwiegend durch die ab den 1960er-Jahren entstandenen Wohngebiete geprägt. Hier bestimmen im westlichen Bereich bürgerliche Ein- und Zweifamilienhäuser das Bild. Der östliche Bereich ist durch die Großsiedlung Niederhofen überwiegend von Reihenhäusern und höheren Mehrfamilienhäusern geprägt.

## Geschichte
Das Kirchspiel Wellinghofen ist eine der ältesten Siedlungen auf Dortmunder Stadtgebiet. Von hier aus wurde das Kloster Clarenberg und in dessen Umfeld die spätere Stadt Hörde besiedelt. Die Kirche in Wellinghofen wurde schon 1189 erstmals erwähnt. Der Ort selbst im Jahre 1262. Ab dem Jahr 1281 werden Pfarrer namentlich genannt. Kloster Elsey kaufte 1315 in Wellinghofen Ländereien von Johannes Sluc und bekam von Stephan von Hörde Eigentum übertragen. 1339 erscheinen die Adeligen Lubbertus de Welinchoven und 1367 Didericus de Welynghoven im Dortmunder Urkundenbuch.
Wellinghofen gehörte im Spätmittelalter und der Frühen Neuzeit mit Kirchspiel und eigener Bauerschaft (Welinchaven) im Amt Hörde (historisch) zur Grafschaft Mark. Laut dem Schatzbuch der Grafschaft Mark von 1486 hatten die 8 Steuerpflichtigen Hofbesitzer in der Bauerschaft zwischen 2 oirt und 5 Goldgulden an Abgabe zu leisten. Darunter der größte Hof von Herman Meldinchus mit 5 Goldgulden Abgabe. Im Jahr 1705 waren in der Bauerschaft (Wellinghoven) 16 Steuerpflichtige mit Abgaben an die Rentei Hörde im Kataster verzeichnet.
Die Deutung des Ortsnamens kann mit bei den Höfen der Leute des Wal(o), Wala, Welo  bzw. der Wela’ umschrieben werden.
Als Baudenkmal befindet sich hier die Alte Kirche Wellinghofen. Für die Dortmunder Pilger diente die Kirche als Rastort auf dem Weg zur Hohensyburg. Die Kirche wurde als Kreuzsaalkirche Ende des 12. Jahrhunderts erbaut und ist im Weiteren mehrfach verändert worden. Heute zeugen Fragmente von Wand- und Gewölbemalereien aus dem 12. und 13. Jahrhundert, ein romanischer Taufstein, ein spätgotisches Sakramentshäuschen und die Orgel von Johann Georg Alberti (1709) von der großen Vergangenheit der Kirche.
Am 1. Mai 1922 wurden Hacheney, Lücklemberg, Niederhofen und Wichlinghofen nach Wellinghofen eingemeindet. Am 1. August 1929 wurde mit dem Gesetz über die kommunale Neugliederung des rheinisch-westfälischen Industriegebiets der Landkreis Hörde aufgelöst und Wellinghofen nach Dortmund eingemeindet.
An die Industriegeschichte des Stadtteils erinnert der Admiralplatz, dessen Namensgeber die ehemalige Zeche Admiral ist.

## Bevölkerung
Struktur der Wellinghofener Bevölkerung:
- Bevölkerungsanteil der unter 18-Jährigen: 14,9 % [Dortmunder Durchschnitt: 16,2 % (2018)][8]
- Bevölkerungsanteil der mindestens 65-Jährigen: 25,8 % [Dortmunder Durchschnitt: 20,2 % (2018)][9]
- Ausländeranteil: 9,2 % [Dortmunder Durchschnitt: 22,3 % (2024)][10]
- Arbeitslosenquote: 6,5 % [Dortmunder Durchschnitt: 11,0 % (2017)][11]

Das durchschnittliche Einkommen in Wellinghofen liegt etwa 15 % über dem Dortmunder Durchschnitt.
Bevölkerungsentwicklung
| Jahr      | 1987 | 2003 | 2008 | 2010 | 2013 | 2016 | 2019 | 2022 | 2023 | 2024 |
| --------- | ---- | ---- | ---- | ---- | ---- | ---- | ---- | ---- | ---- | ---- |
| Einwohner | 7016 | 6989 | 7146 | 7234 | 7235 | 7351 | 7193 | 7190 | 7135 | 7160 |

## Wirtschaft
An Wellinghofen schließt sich nördlich ein Industriegebiet an mit dem Industriedenkmal Phoenix-West, wo früher bei Hoesch in drei Hochöfen Stahl produziert wurde. Heute ist vor allem der Pumpenhersteller Wilo zu erwähnen. Bekannt ist auch die Firma GoGas (am Admiralplatz), die Gasheizstrahler fertigt. So sind zum Beispiel die Stadien von Ajax Amsterdam und Galatasaray Istanbul mit GoGas-Heizstrahlern ausgerüstet.

## Bildung
In Wellinghofen gibt es aktuell drei Schulen. Die „Lieberfeld-Grundschule“ und zwei weiterführende Schulen. Die „Johann-Gutenberg-Realschule“ läuft zum Ende des Schuljahres 2027/28 aus. Die „Gesamtschule im Süden“ wurde am gleichen Standort zum 1. August 2023 neu gegründet und startete mit einem 5. Jahrgang. Zum Schuljahr 2029/2030 wird es die erste Oberstufe an der Gesamtschule geben.

## Sport und Freizeit
Bedeutendster Sportverein des Ortsteils ist der TuS 05 Dortmund-Wellinghofen mit den Abteilungen Handball, Tischtennis, Karate, Turnen und Basketball. 1964 wurde der Verein Deutscher Meister im Feldhandball. Die (Hallen-)Handballmannschaft spielte seit der Gründung der zweigleisigen Handball-Bundesliga 1966 in deren Staffel Nord. 1974 wurde sie dort Tabellenerster und zog ins Finale um die Meisterschaft ein, wo sie dem VfL Gummersbach mit 14:19 unterlag. In der letzten Saison vor der Einführung der eingleisigen Bundesliga, 1976/1977, stieg die Mannschaft ab und erreichte seitdem nie wieder die alte Stärke. Der Verein spielte bis zur Saison 2012/13 gemeinsam mit dem TuS Lücklemberg als „Spielgemeinschaft HC Dortmund-Süd“ in der sechstklassigen Landesliga Westfalen. Seit der Saison 2013/14 firmiert er wieder unter TuS Wellinghofen.
In der Sporthalle Wellinghofen tragen die Handballerinnen von Borussia Dortmund ihre Heimspiele aus.
Wellinghofen verfügt über ein Warmwasserfreibad und an der Grenze zu Hacheney und Hörde über ein Hallenbad.

## Persönlichkeiten
- Wilhelm Lueg (1792–1864), Hüttendirektor der St.-Antony-Hütte, in Wellinghofen geboren
- Alfred Funke (1869–1941), Schriftsteller, in Wellinghofen geboren
- Walter Nagel (1901–1943), NSDAP-Reichstagsabgeordneter, in Wellinghofen geboren
- Erich Wahl (* 8. Oktober 1903 in Witten; † 4. Dezember 1986 in Silschede), Pfarrer in Wellinghofen von 1932 bis 1950[12]

Wellinghofen
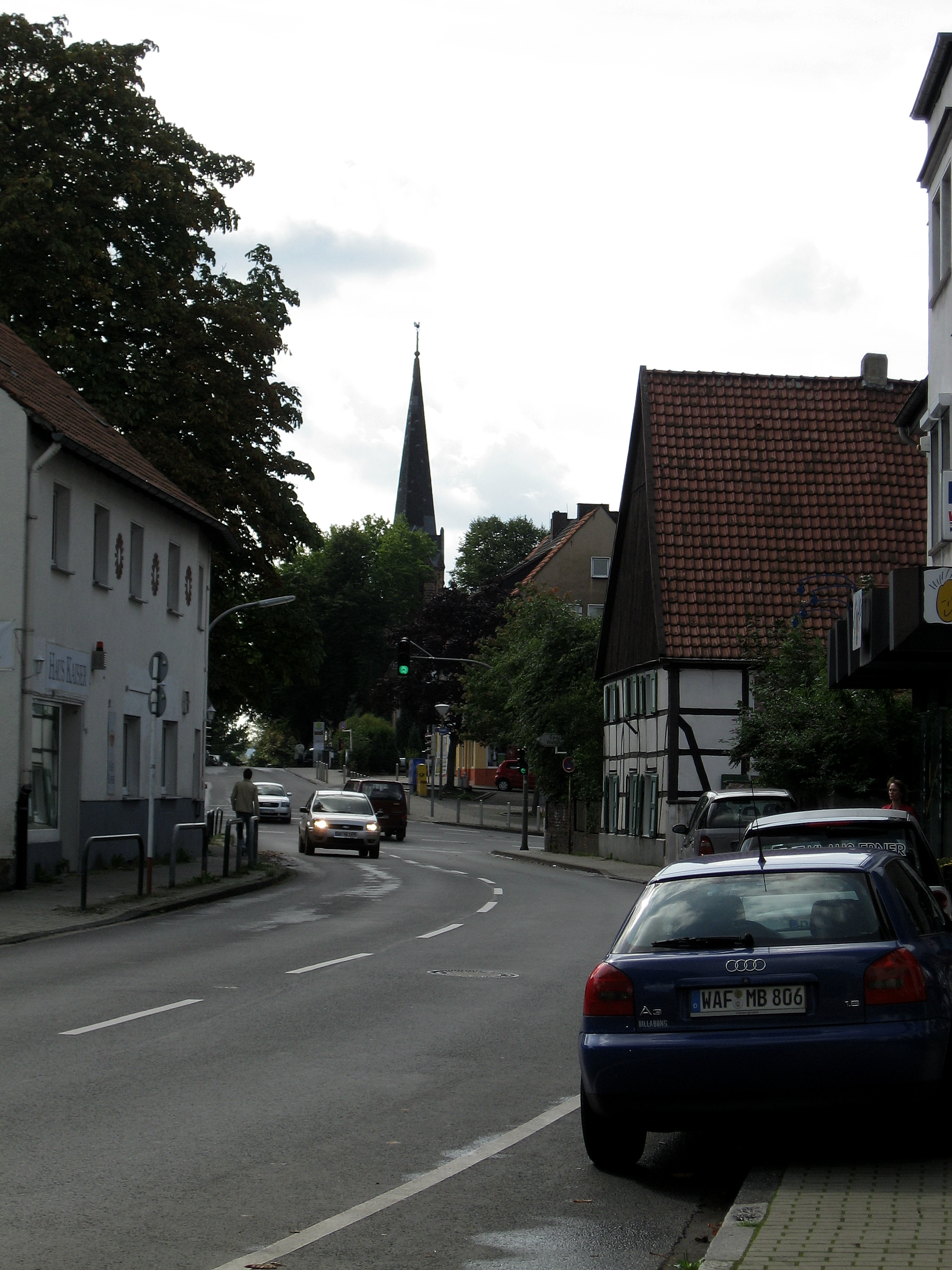
Ortskern, Wellinghofer Amtsstraße, Blickrichtung West
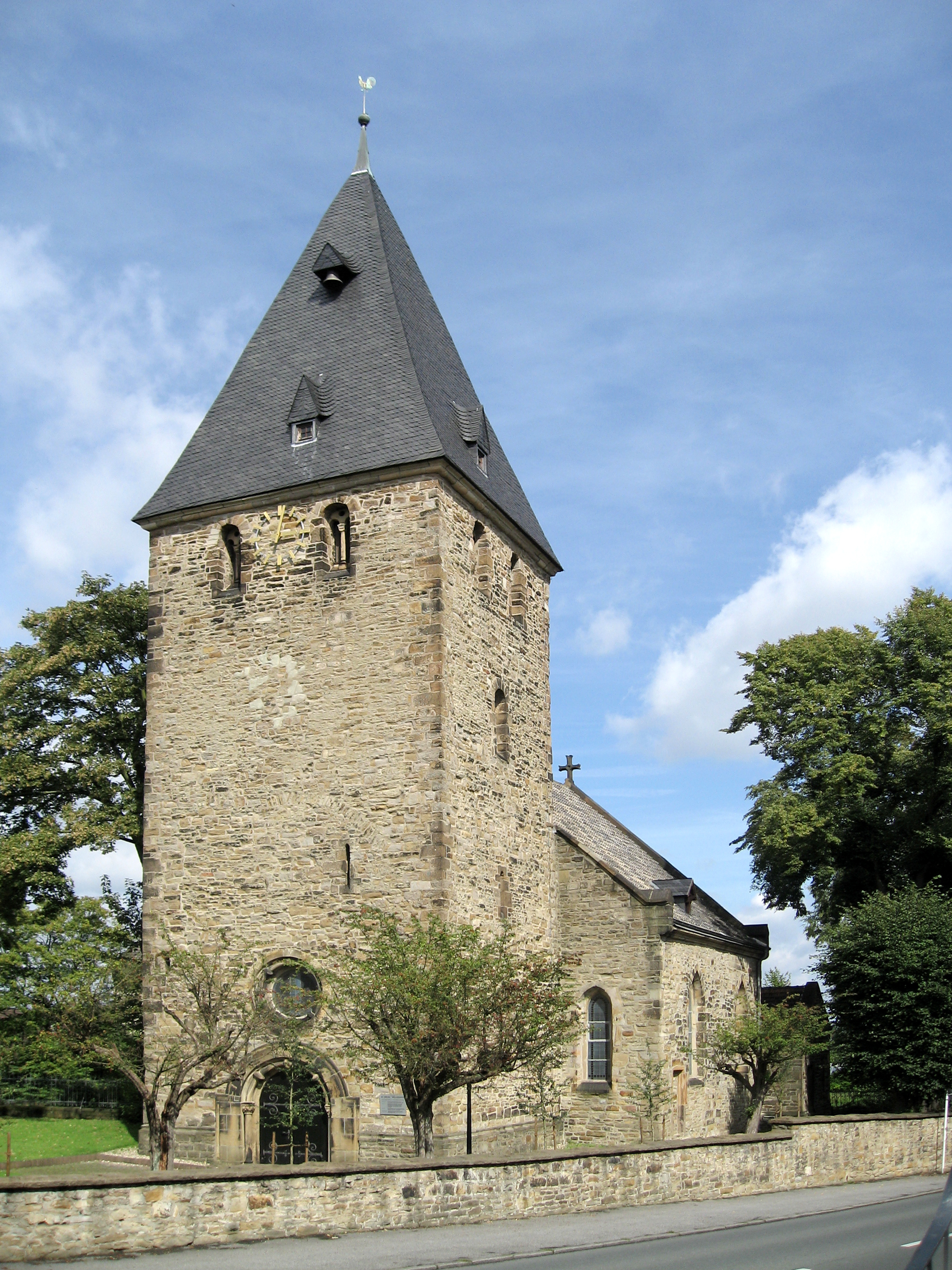
Alte Kirche Wellinghofen
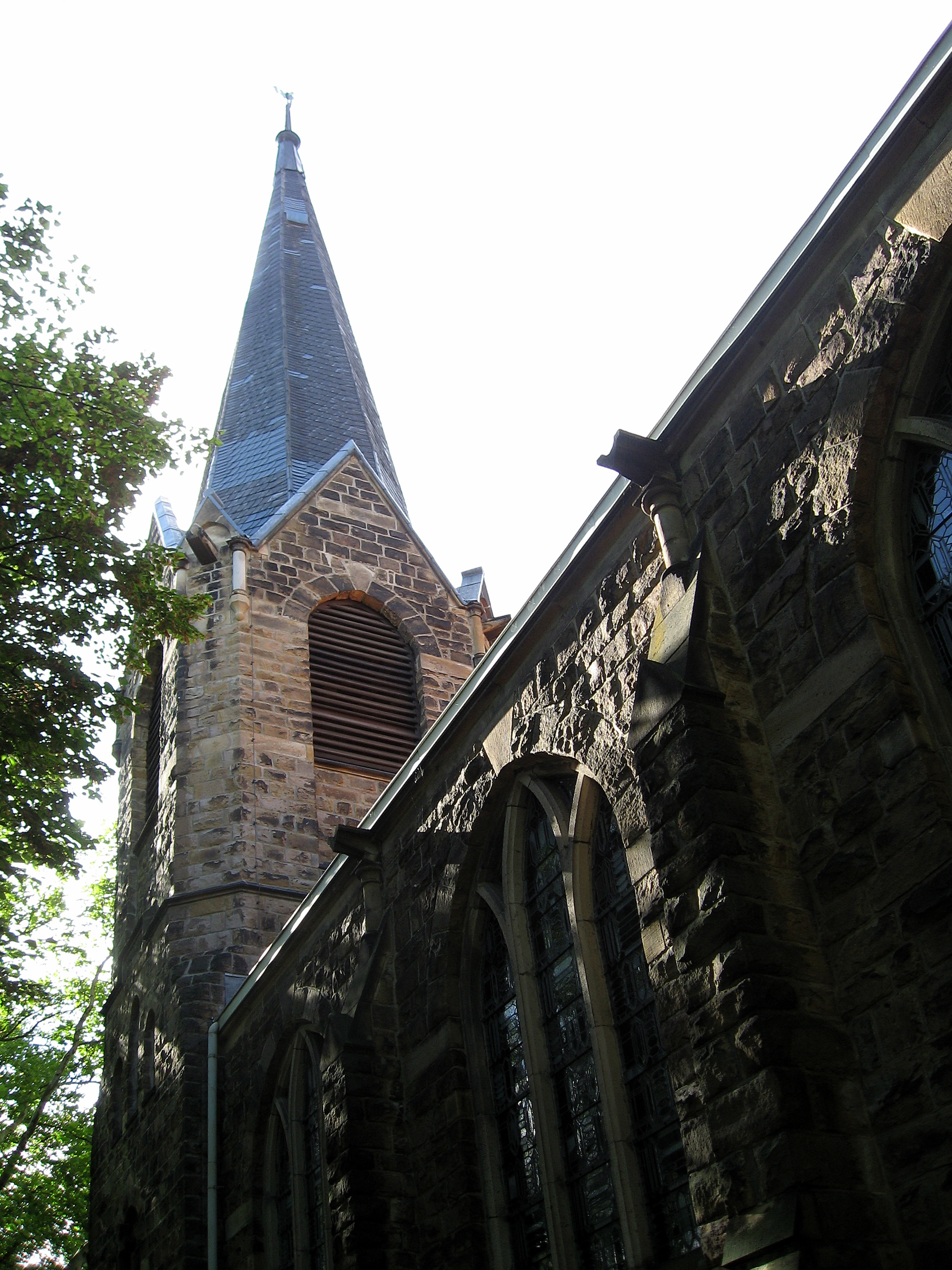
Kirche Wellinghofer Amtsstraße
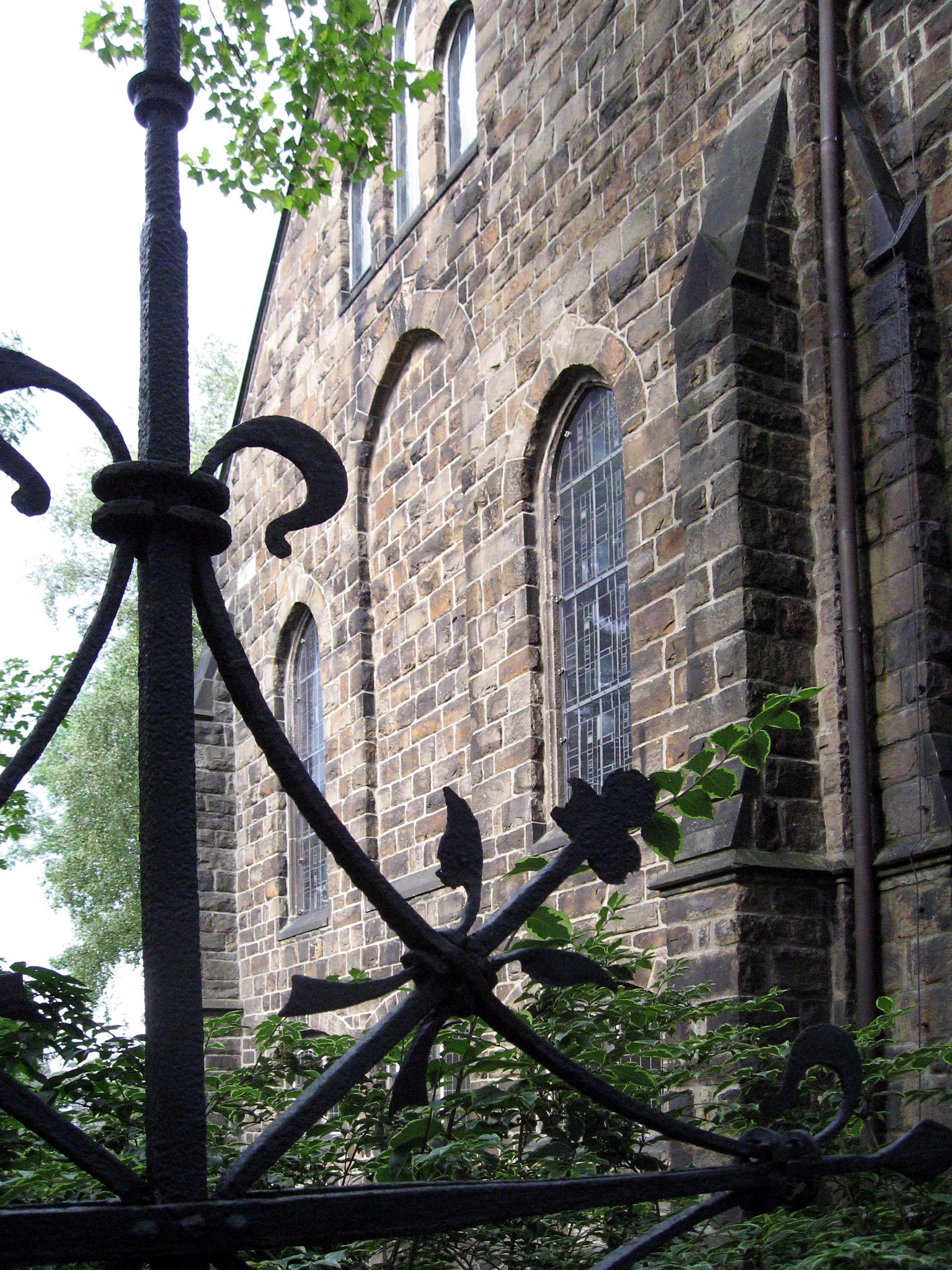
Kirche Wellinghofer Amtsstraße